# Hècuba

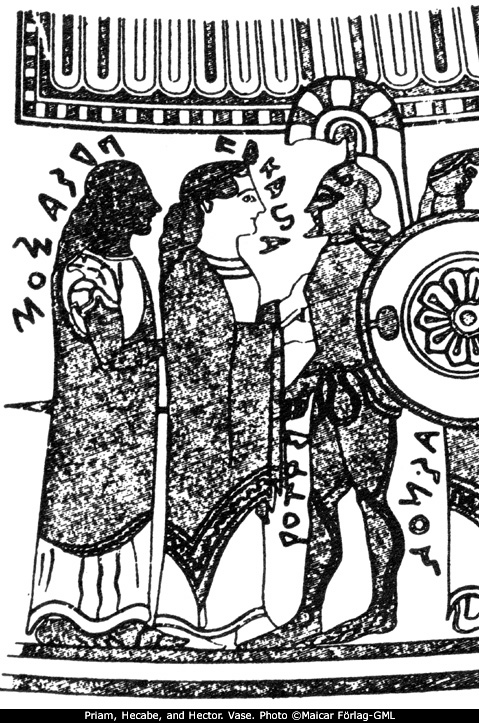
Hècuba amb Príam i Hèctor

La reina Hècuba (en llatí: Hecuba) o Hècabe (grec antic: Ἑκάβη, Hecabe) era, segons una tradició de la mitologia grega, filla de Dimant de Frígia, o bé filla de Cisseu, un rei de Tràcia. La tradició de la Ilíada és la que la fa filla de Dimant. Els tràgics, sobretot Eurípides, en prefereixen els orígens tracis. Va ser la segona esposa del rei de Troia Príam. Va ser cèlebre per la seva fecunditat. Es diu que va donar a Príam dinou fills, nombre que Eurípides augmenta a cinquanta, mentre que la Biblioteca d'Apol·lodor només n'anomena catorze.
Alguns dels seus fills van ser:
- Hèctor, l'heroi mort a mans d'Aquil·les durant la Guerra de Troia.
- Paris, el fill perdut que provocà la guerra.
- Deífob, marit d'Helena després de la mort de Paris.
- Helen.
- Pammon.
- Polites.
- Àntif.
- Hipònous.
- Polidor, l'únic fill que se salvaria, vivint exiliat a Tràcia.
- Troilos, que passava també per fill d'Apol·lo
- Ilione.
- Creüsa.
- Laodice.
- Políxena, la traïdora d'Aquil·les.
- Cassandra, l'endevina, que es considera germana bessona de Helen.

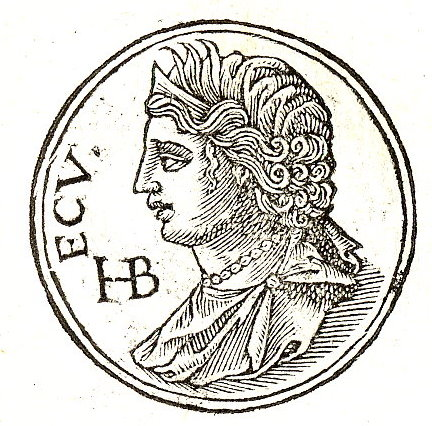
Hècuba

A la Ilíada, Hècuba té un paper difús. Intervé en un segon pla per moderar el coratge d'Hèctor, per plorar el seu cadàver i per pregar a Atena que allunyi les desgràcies de la ciutat. Però en altres epopeies, i sobretot en els tràgics, la figura d'Hècuba s'engrandeix fins a esdevenir símbol de la majestat i la desgràcia. Es deia que abans de parir el segon fill, Paris, va tenir un somni estrany: va veure sortir del seu pit una torxa que incendiava la ciutat de Troia sencera, i els boscos dels voltants. Els endevins van interpretar que el nen que havia de néixer portaria la ruïna a la ciutat. Hècuba es va negar a matar el seu fill i el va exposar un cop nascut. L'infant es va salvar i més tard tornà a Troia. Segons una altra versió, els endevins, i especialment Èsac, un dels fills de Príam, havien alertat Príam que l'infant que naixeria un dia determinat portaria la ruïna a la ciutat. Arribat el dia, va haver-hi dos naixements, el de Paris i el de Munip, fill de Cil·la i de Timetes, germà o cunyat de Príam. Príam va fer matar Cil·la i Munip. Aquesta llegenda pretén fer remuntar fins a ella els orígens de la pèrdua de Troia, en negar-se a matar Paris, tot i l'avís dels déus.
Després de la Guerra de Troia Hècuba ja havia perdut gairebé tots els seus fills. Abans Príam havia enviat el seu fill petit, Polidor, a Tràcia perquè fugís de la guerra que s'acostava. Mentre va durar la guerra, Polidor va estar sota la protecció del rei del Quersonès, Polimèstor. Príam també li va confiar valuosos tresors per al seu fill. Però amb la caiguda de Troia i la mort de Príam, Polimèstor es va voler apropiar d'aquells tresors. Va matar Polidor i va llençar el seu cadàver al mar (segons una altra versió, va matar per error el seu propi fill, Deípil). Les onades van tornar el cadàver a la costa just en el moment en què Hècuba, a qui la sort havia fet captiva d'Odisseu, estava a punt d'embarcar. L'antiga reina va reconèixer el cos del seu fill i immediatament va decidir la venjança. Va enviar una serventa perquè amb un fals pretext fes venir Polimèstor i, simulant no saber res, volia indicar-li on hi havia un tresor que fins aquell moment no havien trobat encara els invasors. Empès per la cobdícia, Polimèstor es va afanyar a veure Hècuba, que quan el tingué al costat li va arrencar els ulls, i les captives de Troia el van matar, davant la mirada dels dos fills que l'havien acompanyat i també van morir. Quan anaven a marxar, Hècuba va embogir, es va convertir en un gos rabiós i la van deixar abandonada en un bosc. Una altra tradició diu que Hècuba s'havia transformat en gossa dalt de la nau que la portava a Grècia i que s'havia llançat al mar.